# E.N. Tigerstedt
Eugène Napoleon Theodor Fredrik Gustaf Tigerstedt, känd som E.N. Tigerstedt, född 28 april 1907 i Warszawa, död 27 juni 1979 på Samos, Grekland, var en finlandssvensk litteraturhistoriker. 

## Biografi
Tigerstedt blev filosofie doktor 1939, docent 1941 och professor 1946 vid Helsingfors universitet. Han var litteraturkritiker i Svenska Pressen 1938–41 och i Hufvudstadsbladet 1941–46. År 1948 lämnade han Finland och flyttade till Stockholm, där han blev litterär rådgivare åt Natur & Kultur och senare Albert Bonniers förlag. På Natur & Kultur blev han något av en pionjär inom science fiction-utgivningen i Sverige, då han 1953 var redaktör för antologin Morgondagens äventyr: en antologi naturvetenskapliga framtidsnoveller, som introducerade modern science fiction i Sverige. Mellan 1956 och 1973 var han professor i litteraturhistoria med poetik (senare litteraturvetenskap) vid Stockholms högskola (efter 1960 Stockholms universitet). Han var också verksam som litteraturkritiker i Svenska Dagbladet. 
Tigerstedt var känd bland sina kolleger och studenter för sin rika lärdom, sin historiska utblick och sina språkkunskaper, men han var relativt avvisande till de nya idéer som kom att färga litteraturteorin fr.o.m. 1940-talet (t.ex. nykritik och psykoanalytiskt influerade metoder). Hans ansats var idé- och genrehistorisk; som forskare och kritiker utgick han från att litteraturvetenskapen bör sikta till att rekonstruera och levandegöra det författaren medvetet tänkte och byggde upp i sin tid, hans bild av sina verk, inte att lyfta fram det som till större delen var omedvetet eller osynligt för diktaren själv. 
I Dante: tiden, mannen, verket (1967) diskuterar Tigerstedt ingående Dantes retorik och världsbild, hans hantering av personer och händelser i sin samtid inom ramen för Den gudomliga komedin, och hur Dante kan ha avsett att hans huvudpersoner, inklusive "Dante" själv, skulle ses av läsarna. Tigerstedt tillskriver Dante betydande slughet och förmåga att manipulera läsarens känslor, men avvisar alla försök att se känslor, figurer och konflikter i Dantes poetiska värld som speglingar av författarens privata jag och hans uttrycksdrift. Att se en författares personer och språk som i första hand ett uttryck för hans privata känsloliv eller hans "inre kreativa flöde" skulle betyda ovetenskaplig subjektivitet och romantiska illusioner, och Tigerstedt påpekar flera gånger att Dante enligt hans mening har tolkats alltför romantiskt och hjärtnupet. Tigerstedts Dantebok har bland annat diskuterats i relation till andra Dantestudier i en artikel i Svenska Dagbladet.
Tigerstedt har (delvis tillsammans med andra) gett ut böcker om Bertrand Russell och Dante, delar av Ny illustrerad svensk litteraturhistoria (1955–58), samt Bonniers allmänna litteraturhistoria (1959–62). 
Internationellt var och delvis är Tigerstedt framförallt känd som Platon- och antikforskare, bland annat genom klassiska akademiska studier som Interpreting Plato (1977).